# Mazomanie (thị trấn), Wisconsin
Mazomanie là một thị trấn thuộc quận Dane, tiểu bang Wisconsin, Hoa Kỳ. Năm 2010, dân số của thị trấn này là 1.062 người.